# Christer Pettersson
 (mars 2023).
La mise en forme du texte ne suit pas les recommandations de Wikipédia : il faut le « wikifier ».
Les points d'amélioration suivants sont les cas les plus fréquents :
- Les titres sont pré-formatés par le logiciel. Ils ne sont ni en capitales, ni en gras.
- Le texte ne doit pas être écrit en capitales (les noms de famille non plus), ni en gras, ni en italique, ni en « petit »…
- Le gras n'est utilisé que pour surligner le titre de l'article dans l'introduction, une seule fois.
- L'italique est rarement utilisé : mots en langue étrangère, titres d'œuvres, noms de bateaux, etc.
- Les citations ne sont pas en italique mais en corps de texte normal. Elles sont entourées par des guillemets français : « et ».
- Les listes à puces sont à éviter, des paragraphes rédigés étant largement préférés. Les tableaux sont à réserver à la présentation de données structurées (résultats, etc.).
- Les appels de note de bas de page (petits chiffres en exposant, introduits par l'outil «  Source ») sont à placer entre la fin de phrase et le point final[comme ça].
- Les liens internes (vers d'autres articles de Wikipédia) sont à choisir avec parcimonie. Créez des liens vers des articles approfondissant le sujet. Les termes génériques sans rapport avec le sujet sont à éviter, ainsi que les répétitions de liens vers un même terme.
- Les liens externes sont à placer uniquement dans une section « Liens externes », à la fin de l'article. Ces liens sont à choisir avec parcimonie suivant les règles définies. Si un lien sert de source à l'article, son insertion dans le texte est à faire par les notes de bas de page.
- La présentation des références doit suivre les conventions bibliographiques. Il est recommandé d'utiliser les modèles {{Ouvrage}}, {{Chapitre}}, {{Article}}, {{Lien web}} et/ou {{Bibliographie}}. Le mode d'édition visuel peut mettre en forme automatiquement les références.
- Insérer une infobox (cadre d'informations à droite) n'est pas obligatoire pour parachever la mise en page.

Pour une aide détaillée, merci de consulter Aide:Wikification.
Si vous pensez que ces points ont été résolus, vous pouvez retirer ce bandeau et améliorer la mise en forme d'un autre article.
Carl Gustaf Christer Pettersson, né le 23 avril 1947 et mort le 29 septembre 2004 est un criminel suédois connu pour avoir été suspecté de l'assassinat du Premier ministre Olof Palme en 1986. Il est condamné en première instance en 1989 mais finalement innocenté en appel.

## Procès

### Condamnation en première instance
Les charges retenues par le procureur sont :
- assassinat sur la personne d'Olof Palme,
- tentative d'assassinat sur la personne de Lisbet Palme ou mise en danger de la vie d'autrui sur la personne de Lisbet Palme[ndt 1].

Le procureur décrit les circonstances du meurtre de la façon suivante :
Le 28 février 1986, à l'angle de la rue Sveavägen et de ce qui était alors la rue Tunnelgatan à Stockholm, Pettersson a assassiné le premier ministre Olof Palme en lui tirant dans le dos avec un revolver. Olof Palme est décédé immédiatement des suites d'une hémorragie interne et externe causée par une rupture de l'aorte et de la trachée.
Pettersson a, par la même occasion, tenté d'assassiner Lisbet Palme en lui tirant une balle de revolver. La balle, qui a mis en danger la vie de Lisbet Palme, a atteint Lisbet Palme dans le dos, lui causant une blessure superficielle. Il ressort donc qu'en tirant un coup de feu sur Lisbet Palme, Pettersson a accessoirement commis une négligence criminelle qui a mis en danger la vie de Lisbet Palme.
Parmi les témoignages sur lesquels repose l'accusation on trouve :
- Lisbet Palme. Dans les heures qui suivent l'assassinat, elle affirme ne pas avoir de souvenir précis du meurtrier. Aucun entretien n'est organisé pour obtenir d'elle un signalement du meurtrier, en tous les cas il n'est pas fait référence à un tel entretien dans la procédure[sou 2]. Après l'arrestation de Pettersson, elle participe à une confrontation par vidéo lors de laquelle elle désigne Pettersson comme étant le meurtrier. Durant le procès, elle affirme être absolument certaine que Pettersson est le meurtrier. La cour souligne la fiabilité du témoignage de Lisbet Palme : « la cour estime que la manière dont Lisbet Palme a identifié Pettersson pendant l'audience est très convaincante »[1]. La cour d'appel estimera au contraire que Lisbet Palme a fait ses observations dans des circonstances qui remettent en cause leur fiabilité[2].
- Un témoin qui attendait dans sa voiture devant le cinéma Grand. Juste avant 23h00, et donc juste avant la fin de la projection, ce témoin aurait remarqué la présence d'un homme devant le cinéma. Pendant au moins 10 minutes, le témoin aurait observé l'homme faire des va-et-vient. Ce témoin aurait trouvé l'homme inquiétant et aurait verrouillé les portières de sa voiture. Devant la cour, ce témoin affirme être certain que Pettersson est l'homme qui se trouvait devant le cinéma Grand[sou 3]. La cour d'appel estimera que ce témoignage est très crédible et qu'il est donc extrêmement vraisemblable que Pettersson se trouvait devant le cinéma Grand[3].
- Après être sortis du cinéma Grand, les époux Palme se dirigent vers la rue Kungsgatan et, chemin faisant, passent devant un kiosque. Le propriétaire de ce kiosque aurait reconnu les époux Palme et aurait vu un homme marcher environ 10 mètres derrière eux. Il communique ces informations aux enquêteurs dès le lendemain du meurtre. Lors d'une confrontation organisée en 1989, il reconnait Christer Pettersson comme étant l'homme qui suivait le couple Palme à la sortie du cinéma Grand. La cour d'appel estimera néanmoins qu'aucune conclusion formelle ne peut être tirée des informations fournies par ce kiosquier[4].

Le procès se tient du 5 juin 1989 au 10 juillet 1989. Le 27 juillet 1989, la cour condamne Pettersson à la réclusion criminelle à perpétuité pour l'assassinat d'Olof Palme et pour mise en danger de la vie d'autrui sur la personne de Lisbet Palme. La décision des juges n'est pas unanime, deux des juges estimant que Pettersson aurait dû être acquitté et remis en liberté.

### Relaxe en appel
Il est fait appel du jugement et le procès en appel a lieu du 12 septembre 1989 au 9 octobre 1989. Quelques jours après la fin du procès, Pettersson est libéré. Dans son jugement du 2 novembre 1989 la cour d'appel absout Pettersson de toute responsabilité. La cour d'appel souligne qu'à l'exception de Lisbet Palme aucun témoin n'a vu Pettersson sur les lieux du crime, qu'il n'existe aucune preuve matérielle (trace de poudre, arme du crime) et que l'enquête n'a pas pu montrer que Pettersson avait un mobile pour tuer Olof Palme.
Le procureur décide alors de ne pas se pourvoir auprès de la Cour suprême. Pettersson obtient 300 000 couronnes suédoises en compensation du temps qu'il a passé derrière les barreaux.

### La demande de révision
En 1996, l'avocat Pelle Svensson rend public certains passages du testament que son client Lars Tingström a écrit sur son lit de mort en 1993. Dans ce testament, Tingström explique être complice du meurtre qui aurait été commis par Pettersson en réponse à la condamnation de Tingström pour deux attentats à la bombe commis dans la région de Stockholm. Lors de son procès, Tingström a juré qu'il se vengerait et que « le sang allait couler dans les rues de Stockholm ». Tingström ayant été condamné à la réclusion criminelle à perpétuité, c'est son meilleur ami Pettersson qui se charge de la vengeance, et qui finalement assassine Palme, qui est considéré comme « étant hautement responsable du déni de droit » dont Tingström se dit victime.
Le 5 décembre 1997, le procureur soumet une demande de révision à la Cour suprême.
Voici quelques-uns des nouveaux témoignages qui figurent dans la demande de révision :
- Une femme déclare avoir rencontré un homme d'apparence repoussante devant le supermarché Konsum de la rue Sveavägen vers 23h00 le soir du meurtre. Cet homme lui aurait demandé des nouvelles d'une connaissance commune, Sigge Cedergren, et elle aurait répondu qu'elle pensait qu'il était allé au cinéma. L'homme aurait alors traversé la rue en courant et se serait posté devant le cinéma Grand où se trouvait une foule nombreuse. Plusieurs années plus tard, ce témoin fait le lien entre l'homme et Pettersson. Elle livre son témoignage aux enquêteurs pour la première fois en 1997[sou 8].
- Un autre témoin, qui lors de son interrogatoire en février 1989 avait déclaré ne pas connaitre Pettersson, revient sur ses déclarations en novembre 1989. Il déclare à présent bien connaitre Pettersson et l'aurait aperçu devant le cinéma Grand vers 23 heures et un peu plus tard devant le magasin Dekorima, juste avant d'entendre deux coups de feu. Ce témoin aurait immédiatement après les coups de feu vu un corps étendu sur le trottoir et reconnu Pettersson debout derrière le corps. Ce témoin avait séjourné plusieurs fois en hôpital psychiatrique et était connu pour ses affabulations. D'après ses propres déclarations, il avait consommé de la drogue le soir du meurtre[sou 9].
- Un troisième témoin aurait été au volant d'une voiture dans la rue Malmskillnadsgatan entre 23h00 et minuit lorsqu'il aurait été amené à freiner brusquement pour laisser passer un homme qui aurait surgi en courant devant lui. Ce témoin aurait eu un contact oculaire avec l'homme pendant plusieurs secondes et aurait également remarqué que l'homme tenait en main un objet ressemblant à un pistolet. Ce témoin contacte la police pour la première fois en 1997, 11 ans après l'assassinat[sou 10].

Le 28 mai 1998, la Cour suprême rejette la demande de révision. Elle estime improbable que les nouveaux éléments conduisent à une condamnation devant la cour d'appel.